# Garlitz (Märkisch Luch)
Garlitz ist ein Ortsteil im Westen der Gemeinde Märkisch Luch im Landkreis Havelland in Brandenburg. Zu Garlitz gehört der Gemeindeteil Kieck.

## Geografie
Der Ort liegt auf 32 m ü. NHN. Er umfasst eine Fläche von 27 Quadratkilometern und hat bei 380 Einwohnern (Stand: April 2023) eine Bevölkerungsdichte von 15 Einwohner/km². Der Ort liegt abseits größerer Straßen und einer Bahnlinie zwischen der westlich liegenden Landesstraße zwischen Marzahne und Rathenow / Nennhausen und der südöstlichen Landesstraße zwischen Marzahne und der Bundesstraße 5.
Der nächste Bahnhof ist Buschow, ca. 8 km.

## Geschichte

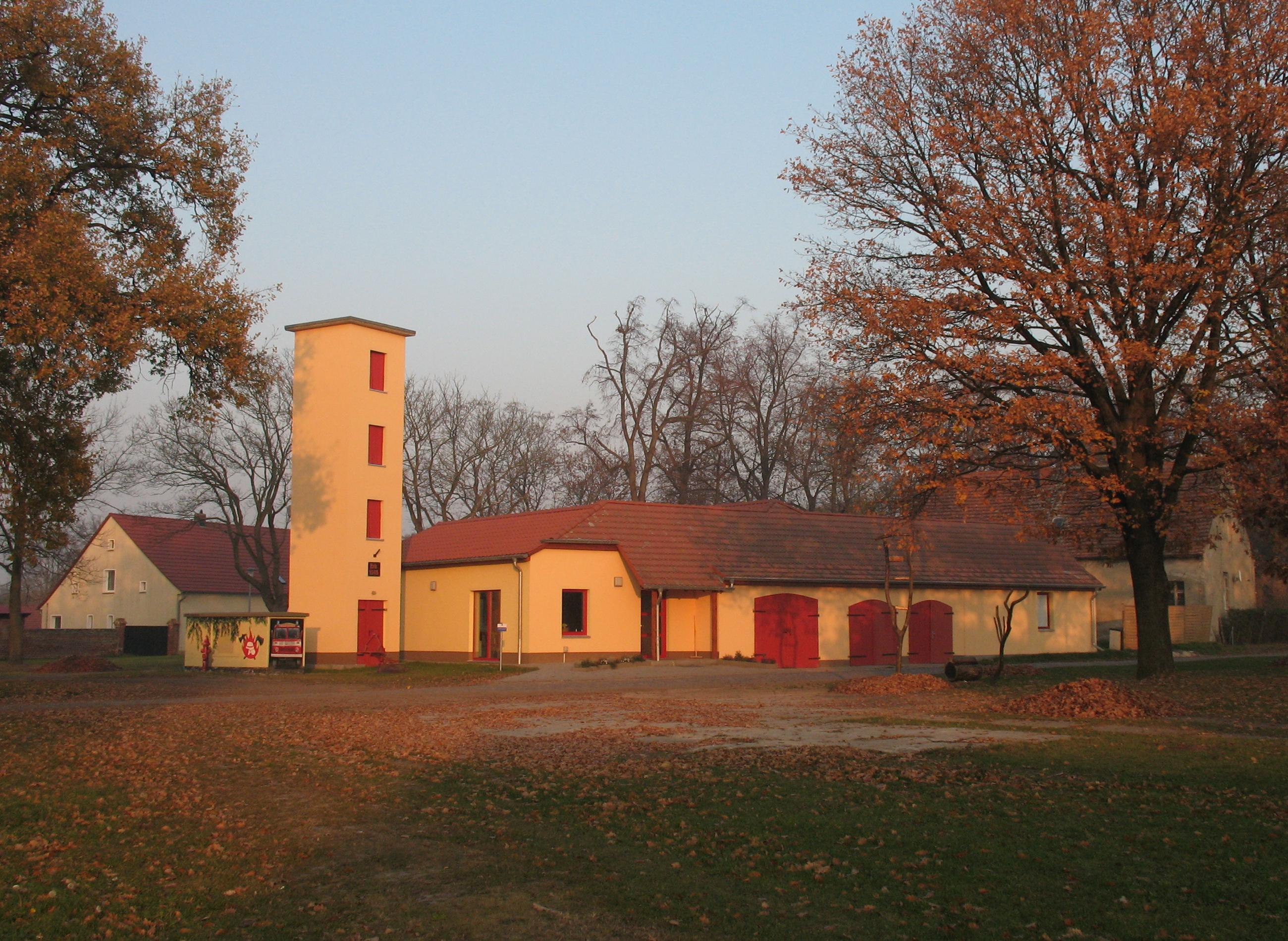
Feuerwehrhaus Garlitz

Garlitz wurde erstmals 1161 als „Garzelice“ in einer Urkunde mit dem Siegel des Bischofs Wilmar erwähnt und ist ein typisches Straßendorf. Der Dorfname weist auf slawische Siedler hin. Am 17. August 1822 brannte das Dorf fast vollständig ab, aber auch schon vorher verwüsteten Brände den Ort mehrfach. Im Rahmen des Wiederaufbaus wurden die Häuser weit auseinander errichtet und erhielten Ziegel- statt Rohrdächer, um so der drohenden Brandgefahr zu begegnen. Aus dieser Zeit resultieren das typische Straßendorfbild und die großzügig angelegte Dorfstraße. Auch die Dorfkirche blieb 1822 vom Feuer nicht verschont. Wie das Dorf hatte auch sie zuvor schon mehrfach gebrannt.  Im Jahr 1740/41 erfolgte der Umbau der Dorfkirche. Die Glocken wurden während des Ersten Weltkrieges eingeschmolzen. 1922 erhielt die Kirche zwei Stahlglocken. Ein Blitzschlag 1927 beschädigte jedoch Turm und Turmuhr. Seit 1928 erklingt in der Kirche eine Schuke-Orgel.
Von 1946 bis 1949 unterrichtete der Schriftsteller Günter de Bruyn in Garlitz als Lehrer.
Im Jahr 2019 hat Garlitz Silber im Bundeswettbewerb „Unser Dorf hat Zukunft“ gewonnen. Garlitz gewann auch den Sonderpreis „Kultur im Dorf“.
Seit dem 31. Dezember 2002 gehört der Ort zur Gemeinde Märkisch Luch.
Südwestlich des Ortes befindet sich die Wüstung Bultitz, die im 12. und 13. Jahrhundert als Besitz des Brandenburger Domkapitels beurkundet ist.

## Politik
Von 2008 bis Oktober 2021 war Gudrun Lewwe ehrenamtliche Ortsvorsteherin.
Ortsvorsteher ist seit November 2021 Daniel Weinhold.

## Kultur
Garlitz ist im Land Brandenburg bekannt für seine Tanzgruppen, die mit Unterstützung des rbb bei vielen Volksfesten und Veranstaltungen auftreten.
Im Ort gibt es eine Kindertagesstätte.
Vom 1. bis 3. September 2023 fand in Garlitz das elektronische Musikfestival Garfield Vol. 1 statt.